# وانستید
longitudeوانستیدlatitudeوانستید
وانستید (به انگلیسی: Wanstead) یک ناحیه در لندن است که در منطقه ردبریج لندن واقع شده‌است.
ایستگاه متروی وانستید در این ناحیه قرار دارد.

## افراد مشهور
- توماس هود، شاعر.
- پیتر گدارد, فیزیکدان
- ویلیام پن، the Quaker.